# Lignito

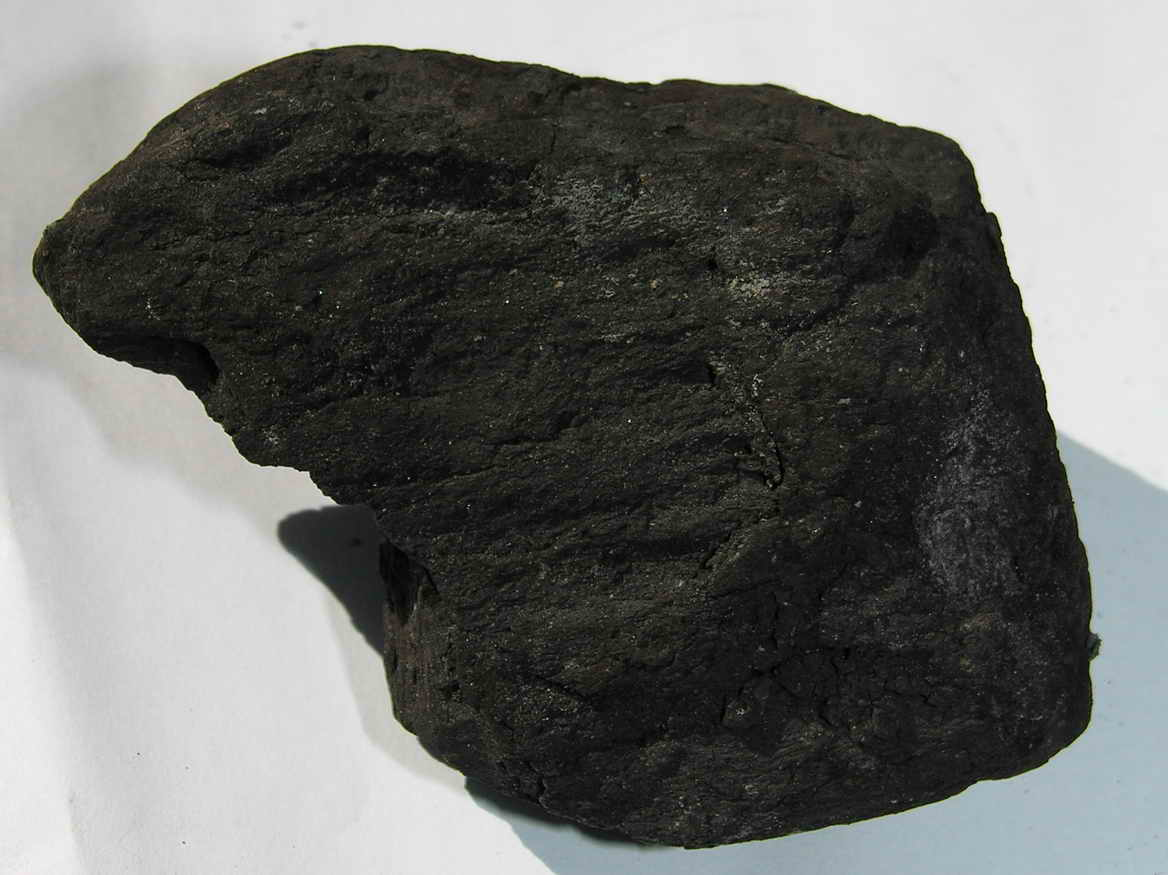
Lignite

Lignite ou lenhite (em português brasileiro, lignito ou linhito) é uma rocha sedimentar macia, castanha e combustível formada pela compressão da turfa. É considerado uma forma menor de carvão devido ao seu baixo poder calorífico. É explorado na China, Bulgária, Grécia, Alemanha, Polónia, Sérvia, Rússia, Turquia, Estados Unidos, Canadá, Índia, Austrália, entre outras. É usado quase exclusivamente como combustível para geração de energia a vapor, mas também é minerado pelo germânio contido nele, na China. 45% da eletricidade da Alemanha vem de centrais elétricas de lignite, enquanto na Grécia lignite é fonte de cerca de 50% de sua energia.

## Características
A Lignite tem cor castanho escuro e seu conteúdo de carbono é de cerca de 67% a 78%, e uma humidade as vezes tão altas como 66%, e seu conteúdo de cinzas de 6% a 19% comparado a 6% a 12% em carvão betuminoso.
O seu poder calorífico varia de 10 a 20 MJ/kg numa base húmida e sem minerais. O poder energético da lignite consumido nos Estados Unidos é em média de 15 MJ/kg, no jeito que "foi recebido" (contendo humidade e minerais). O poder energético da lignite consumido em Vitória, na Austrália, é em média de 8,4 MJ/kg.

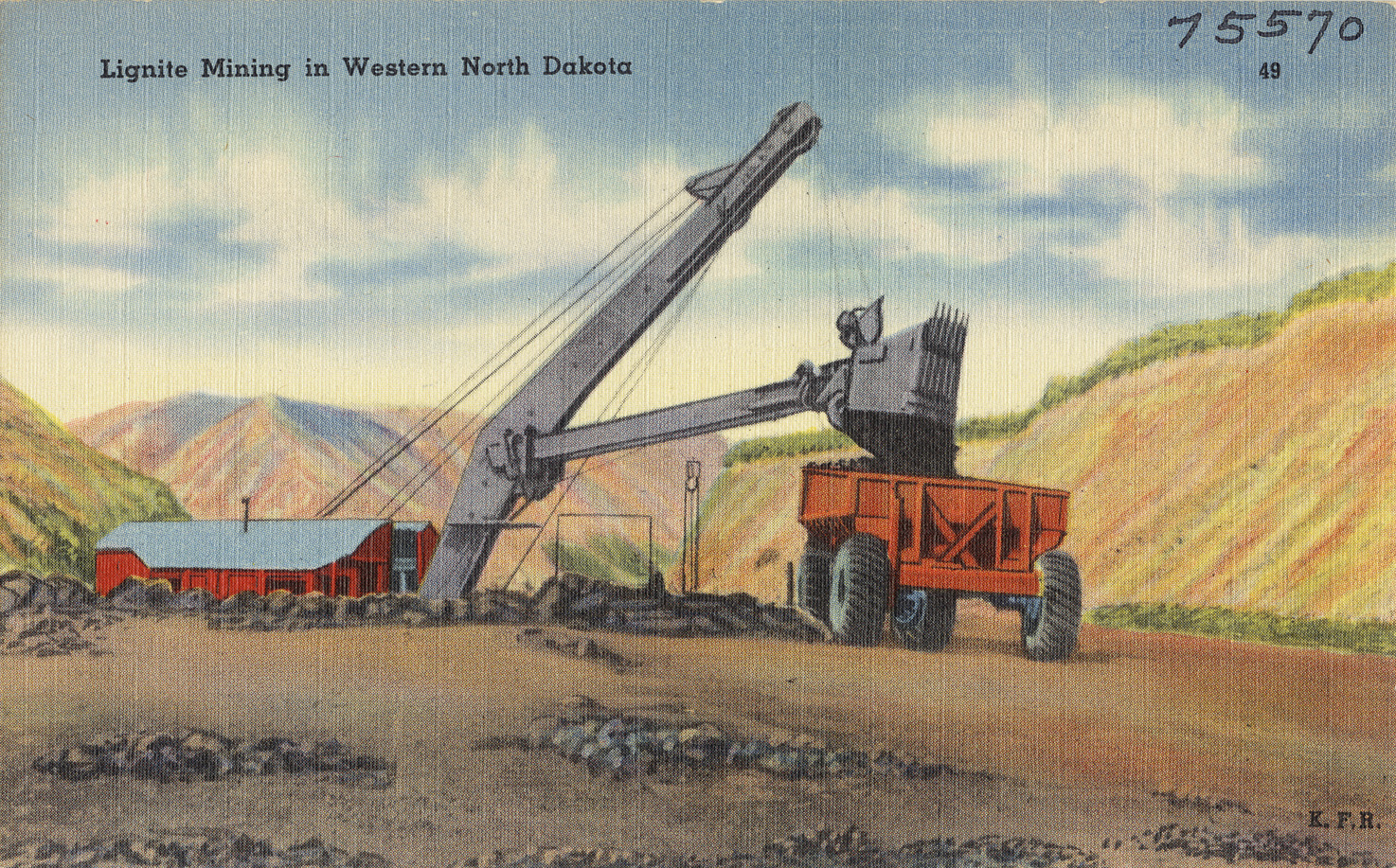
Exploração de lignite em Dakota do Norte

A Lignite tem muita matéria volátil, o que a torna mais fácil de se converter em um gás e produtos petrolíficos do que carvões "superiores". Infelizmente, sua alta humidade e suscetibilidade a combustir espontaneamente pode causar problemas em transporte e armazenamento. Agora é sabido que processos eficientes para remover a humidade da lignite pode diminuir a possibilidade de combustão instantânea para o mesmo nível de carvão, irá alterar o poder calorífico até um valor equivalente ao de carvão enquanto reduz significativamente as emissões da lignite densa para um nível equivalente ou melhor que da maioria dos carvões.

## Usos
Devido a seu baixo poder calorífico e alta umidade, lignito é ineficiente para transporte e não é comercializado extensivamente no mercado internacional comparado a outros tipos de carvão. O combustível é geralmente queimado em usinas próximas as minas, como no Vale Latrobe na Austrália e Luminant's Monticello no Texas. Devido a umidade e pouco poder calorífico do lignito, emissões de dióxido de carbono são geralmente muito maiores por megawatt gerado comparado a carvão preto, com a usina com maior emissão sendo a Hazelwood Power Station, Victoria. A operação de usinas de lignito, particularmente a combinada com mineração a céu aberto, pode ser politicamente controverso devido a preocupações ambientais.

## Geologia
Lignito se forma com a acumulação de matéria vegetal parcialmente decomposta, ou turfa. Enterramento por outros sedimentos resulta em aquecimento, e, dependendo do gradiente geotérmico local e da configuração tectônica, aumento de pressão. Isso causa compactação do material e perda de um pouco da água (umidade) e matéria volátil (principalmente metano e dióxido de carbono). Esse processo, conhecido em inglês como coalification, concentra o conteúdo carbônico, aumentando o conteúdo calórico do material. Aprofundamento da matéria no solo e tempo resultam em maior expulsão de umidade e matéria volátil, eventualmente transformando o material em um carvão superior, como betuminoso ou antracito.
Depósitos de lignito são geralmente mais novos que de carvões superiores, com a maioria se formando no período Terciário.

## Recursos
Estima-se que o Vale Latrobe em Vitória (Austrália), contém cerca de 65 bilhões de toneladas de lignito. O depósito equivale a 25% das reservas conhecidas no mundo. As "custuras"  lignito parece ter até 100 metros de espessura, às vezes chegando até 230 m. "Custuras" são cobertas por entre 10 m e 20 m de solo.

## Tipos
Lignito pode ser separado em dois tipos. O primeiro é lignito xilóide ou madeira fóssil e o segundo é lignito compacto, ou perfeito.
Apesar de lignito xilóide ter a tenacidade e a aparência de madeira comum, é possível ver que o tecido combustível de madeira sofre grande modificação. Lignito pode ser triturado para se tornar pó e se submetido a uma solução fraca de potassa resulta em uma quantidade de ácido húmico.

## Produção
| País                | 1970  | 1980    | 1990    | 2000  | 2001   | 2010  |
| ------------------- | ----- | ------- | ------- | ----- | ------ | ----- |
| Alemanha            | 369,3 | 388,0   | 356,5   | 167,7 | 175,4  | 169   |
| Indonésia           | ?     | ?       | ?       | ?     | ?      | 163   |
| União Soviética     | 127,0 | 141,0   | 137,3   | —     | —      | —     |
| Rússia              | —     | —       | —       | 86,4  | 83,2   | 76    |
| Turquia             | 4,4   | 15,0    | 43,8    | 63,0  | 57,2   | 69    |
| Austrália           | 24,2  | 32,9    | 46,0    | 65,0  | 67,8   | 67    |
| Estados Unidos      | 5,4   | 42,3    | 82,6    | 83,5  | 80,5   | 65    |
| Grécia              | 8,1   | 23,2    | 51,7    | 63,3  | 67,0   | 56    |
| Polônia             | 32,8  | 36,9    | 67,6    | 61,3  | 59,5   | 56    |
| Checoslováquia      | 67,0  | 87,0    | 71,0    | —     | —      | —     |
| República Checa     | —     | —       | —       | 50,1  | 50,7   | 44    |
| Iugoslávia          | 26,0  | 43,0    | 60,0    | —     | —      | —     |
| Sérvia e Montenegro | —     | —       | —       | 35,5  | 35,5   | —     |
| Sérvia              | —     | —       | —       | —     | —      | 37    |
| China               | 13,0  | 22,0    | 38,0    | 40,0  | 47,0   | ?     |
| Roménia             | 14,1  | 27,1    | 33,5    | 17,9  | 29,8   | ?     |
| Coreia do Norte     | 5,7   | 10,0    | 10,0    | 26,0  | 26,5   | ?     |
| Índia               | ?     | ?       | ?       | ?     | 22,121 | ?     |
| Total               | 804,0 | 1 028,0 | 1 214,0 | 877,4 | 894,8  | 1 042 |

- ? – dados não disponíveis
- — – país não existia ainda ou não mais